# Joseph Babinski

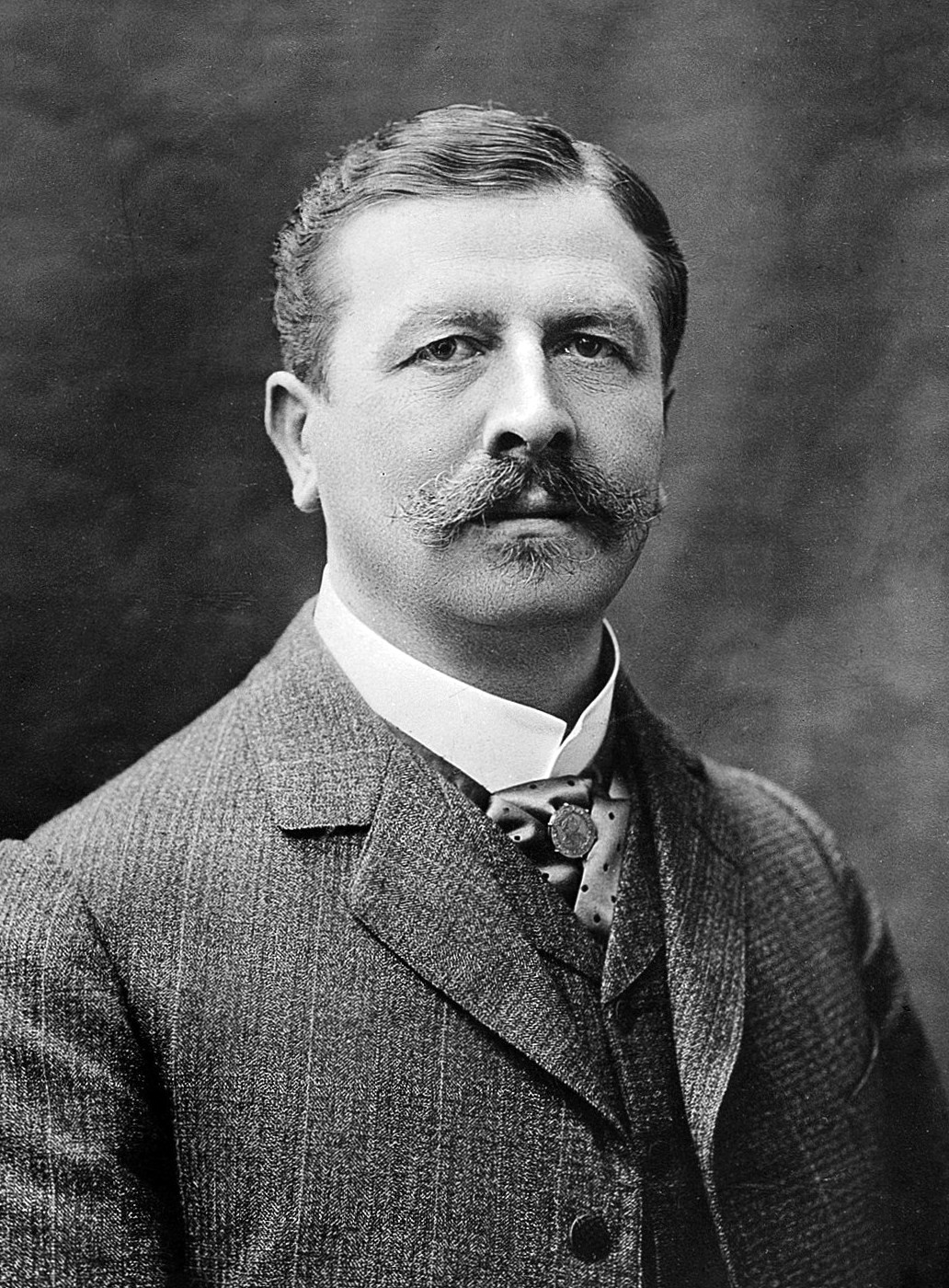
Joseph Babinski, um 1910

Joseph Jules François Félix Babinski (* 17. November 1857 in Paris, Frankreich; † 29. Oktober 1932 ebenda), polnisch auch Józef Julian Franciszek Feliks Babiński, war ein französischer Neurologe. Babinski gehört zu den ersten Neurologen, die sich mit der Erforschung und klinischen Diagnostik von Erkrankungen des Kleinhirns befassten.
Als erster beschrieb er 1896 den nach ihm auch als Babinski-Reflex bezeichneten Großzehenreflex, sowie die Anosognosie, ein hirnorganisch bedingtes Nichterkennen bestimmter neurologischer Störungen durch die Patienten. Er war an der Erstbeschreibung des Fröhlich-Syndroms und des Anton-Babinski-Syndroms beteiligt, sowie der klinischen Beschreibung der Spätsyphilis (Babinski-Vaquez' Syndrom).

## Leben
Joseph Babinski wurde als Sohn ehemaliger polnischer Flüchtlinge geboren. Sein Vater, ein Ingenieur, und seine Mutter flohen 1848 aus Warschau nach Paris. Sein Bruder war der Ingenieur und Kochbuchautor Henri Babinski.
Joseph Babinski studierte zunächst Medizin in Paris und spezialisierte sich anschließend auf die Neurologie. Während seines Studiums wurde Jean-Martin Charcot auf den jungen Babinski aufmerksam und bald wurde dieser zu seinem Lieblingsstudenten. Babinski erwarb 1885 seinen Doktorgrad an der Universität Paris mit einer Schrift über die Multiple Sklerose, ein Thema, das ihm Alfred Vulpian (1826–1887) vorschlug.
Entscheidend für das weitere Leben Babinskis war ein weiterer Schüler Charcots, Charles-Joseph Bouchard. Dieser erhielt recht bald eine Professur und verstritt sich mit seinem Mentor. Durch Bouchards Intrigen 1892 blieb Babinski eine akademische Karriere als Professor versagt. Daher ging er 1890 zu Charcot an das große Hôpital de la Salpêtrière in Paris. Das war ein Glücksfall für die französische Neurologie. Frei von Lehraufgaben widmete er sich der Symptomatologie neurologischer Erkrankungen und verfasste insgesamt 288 Publikationen. 1895 wurde Babinski Direktor des Hôpital de la Pitié in Paris und leitete es bis zu seiner Pensionierung 1922.
In seinen letzten Lebensjahren litt Babinski an der Parkinson-Krankheit.

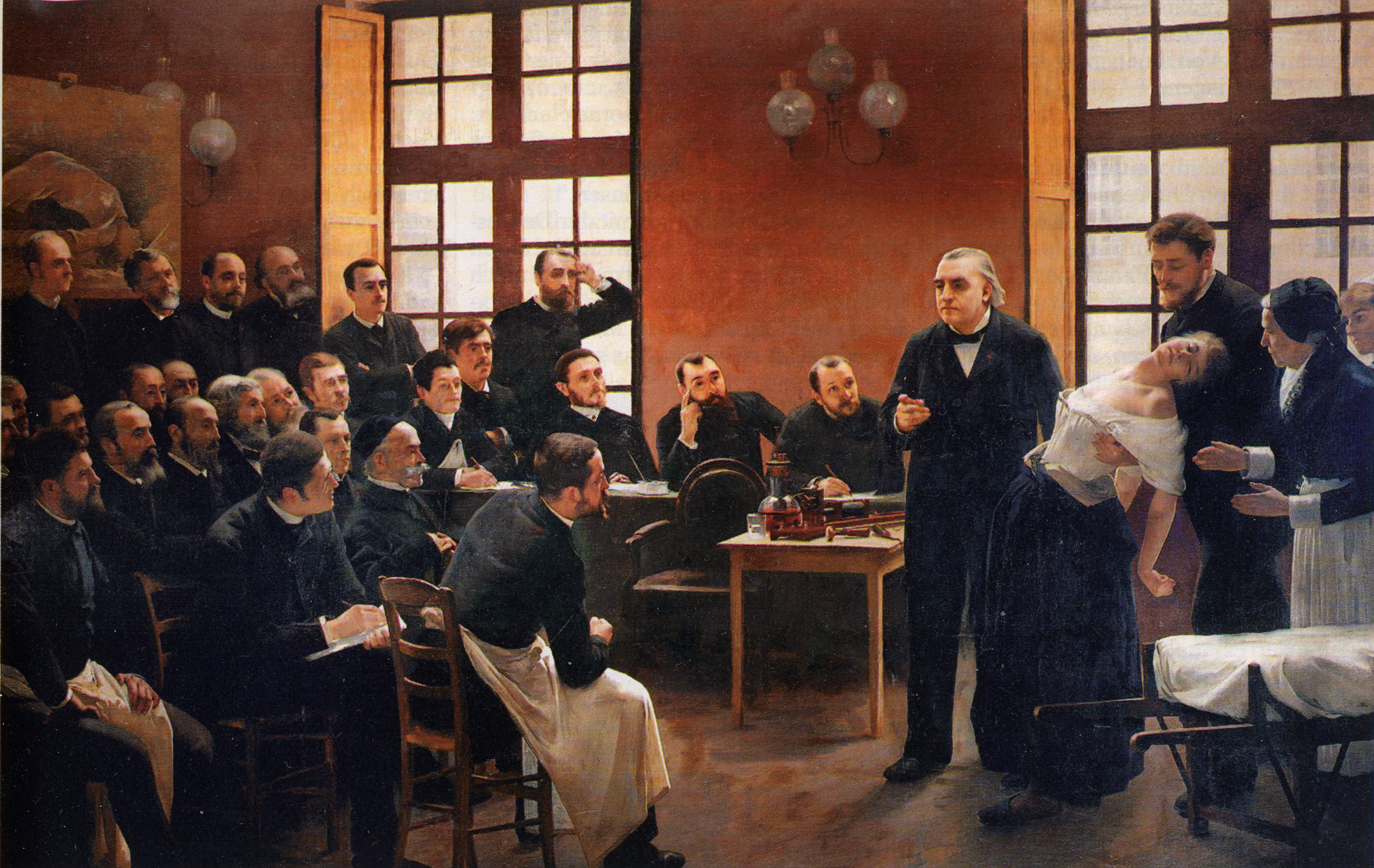
Bei einer Vorlesung von Jean-Martin Charcot assistierte Babinski, der hier die Patientin Blanche Wittman stützt

## Neurologische Erkenntnisse

### Babinski-Reflex
1896 präsentierte Babinski auf einer Tagung der Société de Biologie den Hintergrund eines pathologischen Reflexes, den zuvor bereits Vulpian und Ernst Julius Remak beschrieben hatten. Wenn sich die große Zehe beim Bestreichen des seitlichen Fußsohlenrandes reflexartig nach oben biegt, lässt dies auf eine Verletzung der Pyramidenbahn schließen. Bis 1903 veröffentlichte Babinski mehrere umfassende Arbeiten, in denen er diesen Zusammenhang näher erläutert. Das Phänomen wird heute entweder als Babinski-Reflex bzw. Babinski-Zeichen bezeichnet, oder als Großzehen- bzw. Fußsohlenreflex. Als frühkindlicher Reflex ist das Auftreten im ersten Lebensjahr nicht krankhaft.
Bis heute ist die Überprüfung pathologischer Reflexe aus der Babinski-Gruppe fester Bestandteil neurologischer Untersuchungen.

### Babinski-Fröhlich-Syndrom
1900, ein Jahr vor Alfred Fröhlich, beschrieb Babinski die Dystrophia adiposogenitalis bei einem Tumor der Hypophyse, heute auch als Fröhlich-Syndrom oder Babinski-Fröhlich-Syndrom bezeichnet.

### Babinski-Nageotte-Syndrom
Dieses Hirnstammsyndrom wurde erstmals von Babiski und Jean Nageotte (1866–1948) beschrieben, die 1902 die klinischen Symptome bei einem ischämisch bedingten Ausfall des postero-lateralen Teils der Medulla oblongata dokumentierten. Das Babinski-Nageotte-Syndrom kann in Folge von Verletzungen des Hirnstamms auftreten und geht mit einem verlängerten Rückenmark (Medulla oblongata) einher. Neben Läsionen, die denen des Wallenberg-Syndroms ähneln, staut sich die ischämische Blutung im unteren Hirnstamm, wo das Rückenmark beginnt.

### Neurosyphilis
Unbehandelte oder nicht ausgeheilte Spätform der Syphilis geht mit einer Reihe von neurologischen und psychiatrischen Symptomen einher, da das Zentralnervensystem mit betroffen ist. Weiteren Namen für die 1905 von Babinski und Henri Vaquez beschriebenen Neurosyphilis sind Neurolues und Tabes dorsalis.
Ursprünglich wurde diese spezielle Verlaufsform der Spätsyphilis auch Babinski-Vaquez'-Syndrom genannt, doch diese Bezeichnung gilt mittlerweile als veraltet. Die von Babinski und Vaquez in Kombination genannten Kennzeichen sind:
- die Abschwächung diverser Reflexe (Achilles- und Patellarsehnenreflex),
- die starre Pupille (Robertson-Pupille oder Robertson-Zeichen),
- eine Entzündung von Gehirn und Rückenmark (Meningoenzephalitis) und die Entzündung der Aorta (Aortitis).

Im internationalen Kontext bezeichnet die englische Bezeichnung Babinsky syndrome diese Form der Spätsyphilis.

### Beschreibung von Erkrankungen des Kleinhirns
Babinski und der Ire Gordon Morgan Holmes (siehe auch: Holmes-Syndrom) waren die ersten Neurologen, die unterschiedliche Symptome nach Erkrankung oder Verletzung des Kleinhirns beschrieben. Ihre Erkenntnisse sind bis heute gültig. Babinski beschrieb den neurophysiologischen Hintergrund von Erkrankungen und Läsionen des Kleinhirns und führte die Begriffe Ataxie und Dysdiadochokinese für hirnorganisch bedingte Bewegungsstörungen bei Kleinhirnläsionen ein.

### Anosognosie
Im Rahmen des Anton-Babinski-Syndroms beschrieben die Neurologen Gabriel Anton und Babinski erstmals die einseitige Asomatognosie, als den hirnorganisch bedingten Verlust eine Körperseite wahrzunehmen, die mit einem Neglect einhergeht.
Im Jahr 1914 dokumentierte Babinski die Krankheitsgeschichte mehrerer Patienten, die eine linksseitige Lähmung nicht wahrnahmen. Die fehlende Wahrnehmung der linken Körperhälfte bezeichnete Babinski 1917 in Hystérie-pithiatisme als Anosognosie.
Zudem hatte Babinski um 1901 elektrische Untersuchungen des Ohres zum Nachweis einseitiger Gehörstörungen durchgeführt.

### Persönlichkeitsstörung
Des Weiteren beschäftigte sich Babinski mit der Pathogenese der damals als Hysterie beschriebenen Persönlichkeitsstörung, die heutzutage im Bereich der Cluster-B Persönlichkeitsstörung Anwendung findet. Er erarbeitete erstmals differentialdiagnostische Kriterien, um diese von organischen Krankheiten abzugrenzen. Er widerlegte die These seines Lehrers Charcot, der glaubte eine neue Krankheit, „Hysteroepilepsie“, entdeckt zu haben.

## Einfluss auf die Neurochirurgie
Ende des 19. Jahrhunderts wurden die ersten Laminektomien und Operationen zur Entfernung von Tumoren des Rückenmarks durchgeführt. Babinski hatte einige Patienten an die damaligen Größen auf diesem Gebiet überwiesen, war aber mit den Ergebnissen unzufrieden. Er vermutete, dass die Operationen am falschen Wirbelsegment ausgeführt wurden, nämlich zu tief. Er tat sich mit Thierry de Martel (1875–1940) zusammen und ließ seinen nächsten Patienten durch ihn operieren. Aufgrund der exakten Vorhersage der Lokalisation durch Babinski war Thierry de Martel in der Lage, den Tumor erfolgreich zu entfernen, was als Wiedergeburt der französischen Neurochirurgie gesehen wird. Neben der Lokalisation und der Operationsmethode profitierte auch die Diagnostik von Tumoren im Wirbelkanal von Babinskis Erkenntnissen.

## Schriften (Auswahl)
- Sur le réflexe cutané plantaire dans certains affections organisques du système nerveux central. In: Comp-rend. Soc. de Biol. Band 3, 1896, S. 207 ff.